# Rosa acicularis
Espèce
Classification phylogénétique
Rosa acicularis, le rosier arctique ou rose aciculaire, est une espèce de plantes à fleurs de la famille des Rosaceae. C'est un rosier sauvage, classé dans la section des Cinnamomeae, à distribution holarctique dans les régions nordiques d'Asie, d'Europe et d'Amérique du Nord.

## Dénomination
Rosa acicularis a été nommé par le botaniste anglais John Lindley en 1820.
Synonymes :
- Rosa alpina Pall.,
- Rosa carelica Fr.,
- Rosa fauriei H.Lév.,
- Rosa korsakoviensis H.Lév.,
- Rosa suavis auct.,
- Rosa taquetii H.Lév.

## Historique
Rosa acicularis est une espèce très ancienne qui dérive de Rosa beggeriana comme Rosa canina.
L'espèce fille de Rosa acicularis est Rosa alpina, elle-même très ancienne.
Rosa beggeriana existe toujours et cohabite avec Rosa acicularis en République populaire de Chine.
C'est la fleur officielle de la province canadienne de l'Alberta,. On la trouve communément dans toute la province ainsi que dans tout le Canada occidental en général.

## Description
C'est un arbrisseau à feuilles caduques pouvant atteindre de 1 à 3 mètres de haut. Les feuilles, longues de 7 à 14 cm et de 3,5 à 5 cm de large, sont imparipennées et ont de trois à sept folioles.
Les fleurs simples, de couleur rose foncé (rarement blanches), sont solitaires ou groupées par 2 ou 3, parfumées.
Les fruits sont rose-rouge, de forme ovoïdes et ont de 10 à 15 mm de diamètre.
Cette espèce à aire de diffusion très vaste présente une grande variété morphologique et deux sous-espèces :
- Rosa acicularis subsp. acicularis,
- Rosa acicularis subsp. sayi (Schwein.) W.H.Lewis,

ainsi que de nombreuses formes et variétés, ont été décrites. Une trentaine sont recensées sur le site Catalogue of Life.
La variété Rosa acicularis var. nipponensis (Crép.) Koehne, originaire du Japon (Honshu, Shikoku), a des fleurs rose foncé, presque rouges.